# Щедрик (Леонтович)
«Ще́дрик» — всесвітньо відомий твір для хору українського композитора Миколи Леонтовича, створений на початку XX століття. Після гастролей хору Олександра Кошиця в країнах Європи у 1919 році (Чехословаччина, Австрія, Швейцарія, Франція, Бельгія, Нідерланди, Велика Британія, Німеччина, Польща, Іспанія) та в США у 1922 році, «Ще́дрик» став знаним не тільки в Україні, але й у всьому світі. Після того, як у 1936 році популярний американський композитор українського походження Петро Вільговський написав низку англійських текстів до композиції «Щедрик», його англомовна версія відома як «Дзвінка колядка, Колядка дзвонів» (Carol of the Bells) стала однією з найпопулярніших різдвяних пісень у світі. В наші часи «Щедрик» можна почути в усіх куточках світу англійською, німецькою, іспанською, японською тощо.
|                              | Щедрик — то не розкладка пісні, то самоцінний твір, осяяний промінням генія, який посяде не останнє місце в світовій музичній літературі |
| — композитор Пилип Козицький | |

## Історія створення
Всесвітньо відомий твір для хору «Щедрик» належить до тих, над якими Микола Леонтович працював майже все життя. Першу її редакцію написано до 1901—1902 рр., другу редакцію — у 1906—1908 рр., третю — 1914 р., четверту — 1916 р., і, нарешті, п'яту — 1919 р.
Уперше «Щедрик» виконав хор Київського університету 1916 року, коли композитор працював у Києві, де керував хоровими колективами, викладав у Музично-драматичній школі Миколи Лисенка (згодом — інституті його імені), працював у музичному відділі Київського обласного комітету та у Всеукраїнському комітеті мистецтв, та очолив щойно створений державний оркестр.
Виконання твору принесло великий успіх. Ім'я Леонтовича стало відомим у музичних колах і серед широкої публіки. За висловом Кирила Стеценка:
|  | Він — ніби різьбяр у музиці, що творить найтонші музичні вартості, неначе мережива із шовку. Його техніка … настільки «ажурна», ніби тонка різьба із золота, прикрашена самоцвітним камінням. Леонтович бере невеличку річ … і так вичеканить, що просто диву даєшся: маленьку простеньку мелодію він розгорне на широку картину з безліччю найрізноманітніших фарб. |

## Музика й текст
Щодо походження мелодії Щедрика, точних відомостей не існує. Анатолій Завальнюк свідчить, що народне першоджерело твору належить до найстаріших зразків українського фольклору. На думку Анатолія Іваницького, музичні форми такої структури, як у «Щедрику», могли вже існувати 12 тис. років тому в епоху мезоліту (але, звичайно, не конкретний «Щедрик», а лише схожа музична форма).
На думку Валентини Кузик логічно припустити, що Микола Леонтович обрав фольклорний зразок, знайомий з дитинства, який побутував на Поділлі. А. Іваницький розглядає цей наспів як багаточленну композицію, що формується з двох бінарностей, які творять дзеркальну симетрію . На його думку, у цьому наспіві в хрестоматійному вигляді представлені базові логічні фігури (дипластії, комбінації бінарностей, серіації, симетрійні явища у вигляді ритму дроблення з об'єднанням), які становлять основу мислення сучасної людини в усіх ділянках ментальної й матеріальної практики.
Текстове першоджерело пов'язане з дохристиянською добою, коли новий рік починався ранньою весною з поверненням до України ластівок. Інший варіант тексту — «Ой на річці», записаний учителем співу з Тульчина Ф. Лотоцьким у селі Паланка Гайсинського повіту на Поділлі в грудні 1916 року. Поширення цього варіанту засвідчило жанрову метаморфозу — переведення Щедрика зі щедрівок до колядок, пов'язаних з темою народження Христа.
Органічно поєднавши прийоми народного багатоголосся з досягненням класичної поліфонії, композитор домігся того, що кожний голос відіграє цілком самостійну виражальну роль, відтворюючи найтонші зміни настрою в пісні, подаючи кожен художній образ у граничному завершенні. Композитор удається до так званих органних пунктів, на тлі яких будує складні звукові комплекси. Цим він досягає особливої гармонійної насиченості й напруженості звучання.
Англійськомовну версію тексту, відому як Carol of the Bells, склав у 1930-ті рр. диригент, хормейстер, учитель музики Петро Вільговський.

## У популярній культурі
Українська культура, по суті, стала виявляти себе з часу, коли до Америки приїхали перші іммігранти з України в 1870-х роках. Однією з найважливіших подій був виступ 5 жовтня 1922 року хору Олександра Кошиця в Карнеґі-хол у Нью-Йорку. Тоді «Щедрик» Миколи Леонтовича уперше прозвучав на американському континенті.

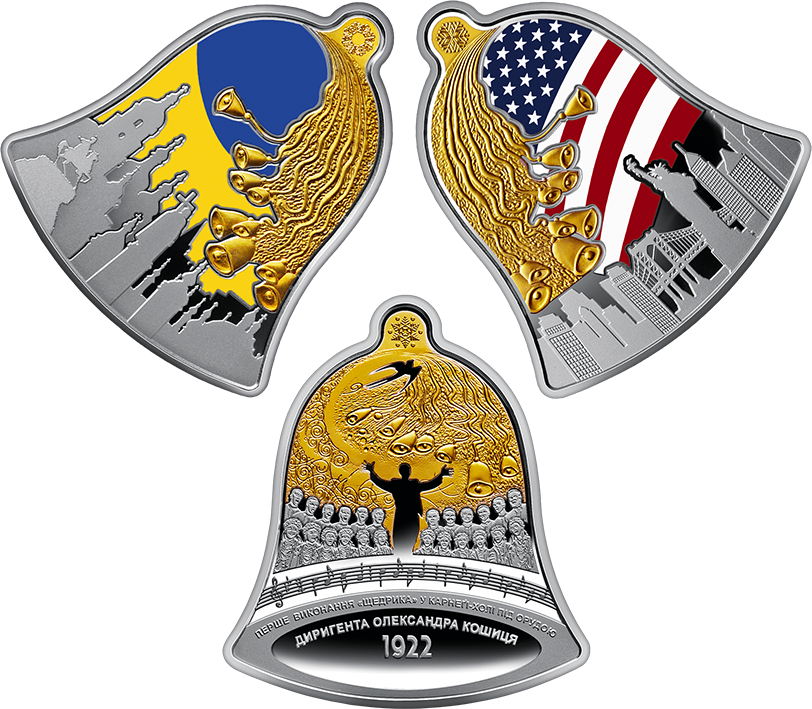
Набір монет «Щедрик — колядка дзвонів», присвячений 100-річному ювілею першого виконання «Щедрика» в Карнеґі-холі

Втім перед цим «Щедрик» презентовано у 45 містах десяти країнах Західної Європи.
Це встановила авторка дослідження історії інтернаціоналізації "Щедрика" та світових гастролей Української Республіканської Капели Тіна Пересунько. Вона наголосила, що композиція була представлена іноземній публіці хором під орудою диригента Олександра Кошиця, який гастролював упродовж 1919-1924 років на доручення уряду УНР та Голови Директорії Симона Петлюри у 17 країнах Західної Європи, Північної й Південної Америки, щоб поширити ідею української незалежності . За словами професора Ужгородського національного  університету Федора Шандора, перша міжнародна презентація "Щедрика" у виконанні хору Олександра Кошиця відбулася в Чехо-Словацькій Республіці в Ужгороді 1919 року . В Ужгороді остаточно сформувався склад і репертуар Української Республіканської Капели та розпочались європейські гастролі . 
Дослідниця Тіна Пересунько опублікувала у своїх працях календар світової прем'єри пісні: Празі (11 травня 1919 року), Відні (22 липня 1919 року), Берні (15 жовтня 1919 року), Парижі (6 листопада 1919), Брюсселі (8 січня 1920 року), Гаазі (22 січня 1920 року), Лондоні (3 лютого 1920 року), Берліні (28 квітня 1920 року), Варшаві (19 жовтня 1920 року), Барселоні (29 січня 1921 року). Прем'єра «Щедрика» у США відбулася 5 жовтня 1922 у Карнегі Хол. Під час турне українського хору в Америці (1922—1924) «Щедрик» представили ще у 150 містах, зокрема прем'єри відбулись у Мехіко (20 грудня 1922 року), Буенос-Айресі (3 червня 1923 року), Монтевідео (28 липня 1923 року), Ріо-де-Жанейро (21 вересня 1923 року), Гавані (16 лютого 1924 року), та ініціювала відзначення упродовж 2019-2024 років 100-річчя європейської та американської прем'єри "Щедрика". 
Закордонне турне Капели проходило за сприяння Міністерства освіти та мистецтв і Міністерства закордонних справ УНР, встановила Тіна Пересунько, ставши першим державним проєктом культурної дипломатії в історії модерної України. Саме завдяки цим гастролям світ уперше почув «Щедрика» Миколи Леонтовича, а українська культура й державний престиж України здобули позитивний резонанс у 17 країнах світу. «Щедрик» був найбільш популярною композицією концертів українського хору («Щедрик був коронною точкою нашого репертуару упродовж п'яти з половиною років гастролей» — О. Кошиць), ставши «м'якою силою» України на міжнародній арені.
Ось лише деякі відгуки світової преси на адресу «Щедрика» і творчості Миколи Леонтовича: 
Женева: «Твір під назвою „Щедрик“ з його безперервним повторенням чотирьох нот з нескінченно розмаїтим супроводом та гармонізацією — такі пісні абсолютно неймовірні», — «La Suisse», 14 жовтня 1919 року;
Брюссель: «Щедрик в аранжуванні Леонтовича — це шедевр народного мистецтва. Глядачі його вітали оваціями, стоячи і викликаючи на біс», — «Le XX Sciècle», 10 січня 1920 року;
Лондон: «Багато пісень були виконані на біс — майже всі. Серед найбільш оригінальних і красивих можна назвати „Щедрик“ і „Ой там за горою“ — обидві створені Леонтовичем!», — «The Daily News and Leader», 4 лютого 1920 року;
Берлін: «„Цей український гашиш“ — найсолодша з отрут», — з відгуку німецької професорки про прем'єру «Щедрика» в Берліні, травень 1920 року;
Варшава: «…Ось прийшли Кошиць, Стеценко, Леонтович. З останнім мені навіть довелось працювати у Всеукраїнському музичному комітеті. Невеличкий чоловік, обдарований досконалим слухом, усього лише інструктор з організації національних хорів. Виявилось, що в цій невеличкій національній справі він свого роду Гомер», — «Свобода», 23 жовтня 1920 року.
Барселона: «Публіка зазначила, що найбільше їй сподобались аранжування Леонтовича, що часто викликали на біс», — «Das Noticias», 2 лютого 1921 року;
Нью-Йорк: «Минулого вечора в Carnegie Hall пройшло палке прийняття Українського Національного Хору. Це був час гарячої сердечності й ентузіазму, що нагріває термометр до кипіння й вибуху. У таких веселих колядках, як „Щедрик“, жіночі голоси лунали високо, вишукано і природно… Квіти сипались на сцену… Публіка підтримала прийом великими оваціями. Щедрик викликали на біс», — «The Sun», 6 жовтня 1922 року.
Сан-Франциско: «Вони представили нашій країні не лише найкращий спів, який ми тільки чули, але й нанесли Україну на мистецьку мапу світу, як залюблену в музику націю. Це в той час, як ми вважали її за спустошену землю бродячих козаків і сільського люду», — Clay M. Greene «The San Francisco Journal», 1 лютого 1924 року.
Наведені відгуки світової преси на адресу «Щедрика» знайдено дослідницею Тіною Пересунько в архіві преси Української Республіканської Капели (Центральний державний архів органів вищої влади та управління України) та уперше оприлюднено у книгах: Пересунько Тіна. Світовий тріумф «Щедрика» — 100 років культурної дипломатії України (збірник архівних документів). Київ. Видавництво «АртЕк», 2018. 200 с. ISBN 978-617-7674-01-5; Світовий тріумф «Щедрика» — 100 років культурної дипломатії України. Пересунько Тіна. Культурна дипломатія Симона Петлюри: «Щедрик» проти «русского мира». Місія Капели Олександра Кошиця (1919—1924). Київ. Видавничий дім «АртЕк», 2019. 312 с. ISBN 978-617-7674-92-3.
Тут перший запис Щедрика. 1922. https://youtu.be/lXQ15PyKM-M
Настільки ця пісня сподобалася американцям, що в 1936 році американець українського походження Петро Вільговський (англ. Peter J. Wilhousky), який працював для радіо NBC, створив англійську версію слів до «Щедрика». Пісня нагадувала Вільговському передзвін, і він зафіксував цей образ у своїх віршах. Пізніше пісня закріпилася в музичній культурі західних країн під назвою «колядка дзвонів» (англ. Carol of the Bells). І досі американські хори, професійні й непрофесійні, співають цей твір як колядку на Різдво.
Колядка дзвонів широко використовується в рекламі, а її гумористичні версії фігурували в таких американських телесеріалах:
- «Південний парк» (англ. South Park).
- «Маппет Шоу» (The Muppets spread Holiday cheer with their rendition of «Ringing of the Bells»).
- «Сімпсони» (англ. The Simpsons; початок 8-ї серії 22-го сезону, кінець 3 серії 23-го сезону, кінець 10 серії 28 сезону).
- «Гріфіни» (англ. Family Guy).
- «Суботній вечір у прямому ефірі» (англ. Saturday Night Live).
- «Менталіст (3-ій сезон,10-та серія)» (англ. The Mentalist).
- «Декстер (7-ий сезон, 11-та серія 13:42)» (англ. Dexter).[джерело?]
- «Звичайне шоу» (англ. Regular Show)
- «Губка Боб Квадратні Штани (12-ий сезон,9-та серія)» (англ. SpongeBob SquarePants)

Пісня використовується у кінофільмах:
- «Сам удома» (англ. Home Alone);
- «Сам удома 2: Загублений у Нью-Йорку» (англ. Home Alone 2: Lost in New York);
- «Санта Клаус» (англ. The Santa Clause);
- «У дзеркала два обличчя»;
- «Міцний горішок 2»;
- «Шепіт» (англ. Whisper)
- «Битва на гірляндах» (англ. Battle of the Bulbs)
- «Французький зв'язковий»; (англ. The French connection)

Канадський гурт Barenaked Ladies записав щедрівку у своїй обробці для альбому «Barenaked for the Holidays». Вона з'явилася також у кінці серії Ноель серіалу «Західне крило» (англ. West Wing), коли заступник завідувача відділу кадрів Джош Ліман із асистенткою Діною Мос виходять із парадного входу Білого Дому й зупиняються послухати пісню у виконані вуличного хору.
Переробка пісні в сучасному стилі техно-данс продюсером/діджеєм Демоніксом швидко стала культовою класикою в андерграунді. Опосередковано пісня стала звичною заставкою американського радіо в період різдвяних свят. Колядка стала лейтмотивом естафети «Сараєво напередодні Різдва 12/24», записаної Саватаж, і популяризованої їхнім побічним проєктом «Транс-сибірський оркестр» у їхньому дебютному альбомі «Ніч напередодні Різдва та інші історії».
H.P. Lovecraft Historical Society, Carol of the Old Ones зробили пародію на колядку, використовуючи лавкрафтівські теми й лірику.
Наприкінці 2006 року пісня була використана у двох рекламних роликах фірми Dell Latitude Laptops для виробництва GPS-навігаторів Garmin [Архівовано 1 квітня 2022 у Wayback Machine.].
Мелодія звучить у треку «Shedry Schedryk» альбому Werewolf української рок-групи Esthetic Education. Уривок «Щедрика» також виконує Іван Дорн у своїй пісні «Дед Мороз „Конфеты“».
Популярний американський гурт-акапелла Pentatonix виконав кавер пісню «Carol of the Bells» і отримав позитивні відгуки від користувачів популярної мережі Youtube. Композиція для 12 віолончелей «Carol of the Bells» стала одним із найпопулярніших творів, які виконав Стівен Нельсон з американського музичного гурту The piano guys (понад 9 млн переглядів на Youtube).
«Щедрик», який американська музична група «Pink Martini» виконала українською мовою, увійшов у їхній альбом «Joy to the World». Також українською мовою його заспівала англійська співачка грузинського походження Кеті Мелуа, під назвою The Little Swallow (Маленька ластівка).
За версією видання Drohobyczer Zeitung, на початку 2015 року визначили 17 найкращих виконань пісні «Щедрик» у світі — від класики до рок-виконань. Сюди потрапили: вільнюський хор Bel Canto, який виконав пісню в підтримку Євромайдану в грудні 2013; український гурт ROCK-H, Pentatonix, The Piano Guys, Девід Гікен, баскетболісти NBA, які виконали пісню ударами м'ячів; американський підліток Кент Дженкінс, котрий виготовив із водопровідних труб ПВХ духовий музичний інструмент, на якому і виконав відому мелодію; грецький гурт Orion's Reign, Metallica, гурт August Burns Red, гурт Imbrium, група Tectum та ін. ONUKA на честь Різдвяних свят у 2017 році випустив кавер-версію «Щедрика».
У фільмі «Полювання на дикунів» головні герої тікають лісом від поліції, і в цей час на фоні грає «Щедрик» у виконанні хору.

## Флешмоб до 100-річчя прем'єри
У листопаді 2016 року на відзначення 100-річчя першого виконання Щедрика стартував флешмоб «Щедрик 100 challenge». Ініціатор та автор ідеї такого флешмобу — Назарій Давидовський, священник, викладач кафедри теорії та методики музичного виховання Вінницького гуманітарно-педагогічного коледжу (ВГПК), художній керівник народної жіночої хорової капели ВГПК «Соломія».
Суть флешмобу полягає у створенні в інтернет-мережі своєрідної галереї виконання «Щедрика» різними людьми в Україні та за її межами. До кінця 2016 року у флешмобі взяли участь більш як 60 колективів, зокрема хор «Київ», Народний хор ім. Верьовки, хорові колективи вищих навчальних закладів, церковні хори, вокально-інструментальні ансамблі тощо.

## Інші версії виконання
Англомовна версія «Щедрика» виконувалась членами групи американських військово-повітряних сил Тихоокеанського регіону, групою берегової охорони США, групою морських піхотинців США The President's Own, кадетським хором академії ВПС США, групою американської армії Pershing's Own та групою військово-морського флоту США Sea Chanters.
На 100-ліття появи першої англомовної версії в авторстві американського хорового диригента Петра Вільговського свою версію 19 грудня 2020 року оприлюднив Оркестр сержантів ВПС США у Вашингтоні.
Іншу англомовну версію підготувала рівнянка Олена Андросова дослівно переклала та виконала «Щедрика». Двомовне (англійсько-українське) відео на Youtube-каналі (грудень 2020 року).
Версія на віолончелі виконана американським гуртом The Piano Guys. На скрипці «Щедрик» виконувала Ліндсі Стерлінг.
У 2022 році Анна Верщик та Рауль Вееде зробили власні переклади «Щедрика» естонською.

## Слова і мелодія

### Оригінал
Ще́дрик, щедри́к, ще́дрівочка,

При́летіла ла́стівочка,

Ста́ла собі́ ще́бетати,

Го́сподаря ви́кликати:

«Ви́йди, вийди́, го́сподарю,

По́дивися на кошару́ —

Там овечки́ покотили́сь,

А ягнички́ народили́сь.

В те́бе това́р весь хороши́й,

Бу́деш мати́ мі́рку гроше́й,

В те́бе това́р весь хороши́й,

Бу́деш мати́ мі́рку гроше́й,

Хоч не гроші́, то полова́,

В те́бе жінка́ чорноброва́.

Хоч не гроші́, то полова́,

В те́бе жінка́ чорноброва́.

Ще́дрик, щедри́к, ще́дрівочка,

При́летіла ла́стівочка.

Ста́ла собі́ ще́бетати,

Го́сподаря ви́кликати:

«Ви́йди, вийди́, го́сподарю,

По́дивися на кошару́ —

Там овечки́ покотили́сь,

А ягнички́ народили́сь.

В те́бе това́р весь хороши́й,

Бу́деш мати́ мі́рку гроше́й,

В те́бе това́р весь хороши́й,

Бу́деш мати́ мі́рку гроше́й,

Хоч не гроші́, то полова́,

В те́бе жінка́ чорноброва́.

Хоч не гроші́, то полова́,

В те́бе жінка́ чорноброва́.

Ще́дрик, щедри́к, ще́дрівочка,

При́летіла ла́стівочка.

### Англійська версія
| Carol of Bells | Дзвінка колядка |
| --- | --- |
| | Переклад з англійської І.Форостюк |
| Hark how the bells, sweet silver bells, all seem to say, throw cares away Christmas is here, bringing good cheer, to young and old, meek and the bold, Ding dong ding dong that is their song with joyful ring all caroling One seems to hear words of good cheer from everywhere filling the air Oh how they pound, raising the sound, o'er hill and dale, telling their tale, Gaily they ring while people sing songs of good cheer, Christmas is here, Merry, merry, merry, merry Christmas, On on they send, on without end, their joyful tone to every home Ding dong ding… dong! | Дзвоників дзвін Всім розповів: Радісний час, Свято у нас! Тут вже Різдво, Сміх принесло Для молодих І для старих. Дзинь-дзинь-дзилинь Чується дзвін. Коляднички Мов дзвіночки. З усіх усюд Кутю несуть, Віншують нас В Різдвяний час. Для всіх родин Лунає дзвін, Казку Різдва Розповіда. Дзвони і спів, Йдуть звідусіль. Різдво прийшло, Мир принесло. Хай до всіх прийде Різдво веселе! Свято іде. Хай принесе Різдвяний дзвін У кожен дім! Дзинь-дзинь-дзилинь |

## Музичні приклади
- «Щедрик» [Архівовано 10 квітня 2017 у Wayback Machine.] у виконанні Державної заслуженої академічної хорової капели УРСР «Думка», 1957 р.
- «Щедрик» у виконанні Національного заслуженого академічного українського народного хору України імені Григорія Верьовки
- «Щедрик» [Архівовано 22 грудня 2016 у Wayback Machine.] у виконанні Кеті Мелуа разом з грузинським хором The Gori Women Choir на BBC, ця пісня увійшла до її альбому «In Winter»
- «Щедрик» у виконанні камерного хору «Київ», версія з оркестровим супроводомⓘ
- «Щедрик» в сучасній обробці колективу «Менсаунд»ⓘ
- «Щедрик» [Архівовано 11 серпня 2019 у Wayback Machine.] у сучасній обробці гурту Mavka
- «Прилетіла ластівочка» з міні-альбому «Rusalii» гурту Mavka за мотивами опери «На русалчин Великдень»
- «Щедрик» у виконанні Олега Скрипки [Архівовано 23 липня 2016 у Wayback Machine.] і його оновлена версія [Архівовано 7 січня 2012 у Wayback Machine.]
- «Щедрик»: найвідоміша у світі українська мелодія (7 прикладів) [Архівовано 17 січня 2011 у Wayback Machine.]
- «Щедрик»: хор «Покров» при Катедрі Покрови Пресвятої Богородиці — Св. Андрія Первозванного в Мюнхені — Різдвяний Концерт — 15.01.2011 [Архівовано 22 вересня 2016 у Wayback Machine.]
- «Щедрик» («Щедрик») [Архівовано 19 лютого 2014 у Wayback Machine.] у виконанні квартету Доля
- У Михайлівському соборі [Архівовано 22 червня 2014 у Wayback Machine.]
- «Carol of the Bells» у виконанні гурту «Pentatonix»
- «Щедрик» [Архівовано 11 січня 2018 у Wayback Machine.], виконаний на інструменті ханг
- «Ukrainian Bell Carol» («Щедрик») [Архівовано 11 квітня 2017 у Wayback Machine.] у виконанні на Окарині
- «Carol of the Bells» для 12 віолончелей [Архівовано 8 січня 2012 у Wayback Machine.] у виконанні Steven Sharp Nelson
- Незвичне виконання щедрівки (реклама) [Архівовано 28 листопада 2012 у Wayback Machine.]
- Зірки американського баскетболу зіграли м'ячами український «Щедрик» [Архівовано 16 січня 2018 у Wayback Machine.]
- «Слухайте всі радісну вість» на музику «Щедрика» [Архівовано 26 грудня 2019 у Wayback Machine.]
- Helpless/Щедрик у виконанні гурту The Hardkiss

## Ушанування пам'яті
Національний банк України 5 січня 2016 року ввів в обіг дві пам'ятні монети «Щедрик (до 100-річчя першого хорового виконання твору М. Леонтовича)» номіналом 5 гривень з нейзильберу та 20 гривень зі срібла. Монети «Щедрик» продовжують серію «Українська спадщина» та присвячені 100-річчю першого виконання твору українського композитора-новатора, майстра хорової мініатюри, автора близько двохсот обробок народних пісень Миколи Леонтовича — «Щедрик» хором Київського університету.

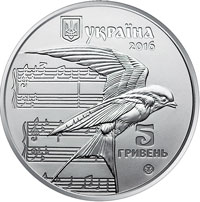
Монета НБУ присвячена 100-річчю першого виконання твору
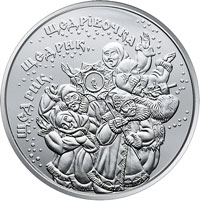
Монета (реверс)
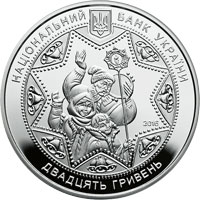
Срібна монета (аверс)
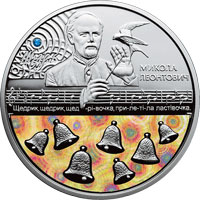
Срібна монета (реверс)

До 100-річчя прем'єри «Щедрика» в США, колядка була повторно виконана в концертому залі Карнеґі-Хол в Нью-Йорку під час концерту «Notes for Ukraine». Ведучими концерту були американський режисер Мартін Скорсезе та американська акторка українського походження Віра Фарміга.
Напередодні Різдва 2022 року команда агенції Saatchi & Saatchi Ukraine, МЗС України та громадської організації BRAND UKRAINE актуалізувала слова відомого на весь світ «Щедрика» Миколи Леонтовича. Так з'явилася коляда «Carol for Charity», яка англійською мовою розповіла про реалії війни та почуття українців. Також проєкт закликав задонатити на підтримку українських дітей.
- Проєкт «Щедрик», або Carol for Charity, приніс першого Срібного лева для України у категорії Radio & Audio (Not-for-profit / Charity / Government).[34]

22 грудня 2023 року НБУ презентував набір пам'ятних монет «Щедрик — колядка дзвонів», які присвячені музичному символу Різдва — всесвітньовідомій пісні «Щедрик».
5 грудня 2024 р. в Ужгороді відкрили бронзову мініскульптуру, присвячену «Щедрику» та Миколі Леонтовичу. Відкриття було приурочене до 105-ої річниці Першої міжнародної презентації «Щедрика», що відбулась в Ужгороді, звідки у 1919 р. стартували міжнародні гастролі Української Республіканської Капели Олександра Кошиця. Мініскульптура розташована на стіні корпусу медичного факультету Ужгородського національного університету. Автор скульптури — місцевий скульптор Роман Мурник.
20 грудня 2024 у Києві на фасаді Міністерства закордонних справ України (Михайлівська площа, 1) встановили мініскульптуру, присвячену «Щедрику» М. Леонтовича та важливості культурної дипломатії. Мініскульптура розміщена в межах проєкту «Шукай!», який розповідає історії Києва через бронзові мініскульптури. Назва скульптури — «Щедрик. Пісня-дипломат». Автор скульптури — Юрій Білявський, технічний інженер — Богдан Рудківський. Консультантами під час створення мініскульптури виступили українська дослідниця «Щедрика» Тіна Пересунько, музикантка, піаністка Ксенія Ярмич та художня керівниця хору «Дніпро» Софія Трусенко. Відкриття скульптури було приурочено до Дня працівників дипломатичної служби.

## Додаткова література
- Кузик В. «Щедрик» [Текст]: аналіз-stretta / В. В. Кузик // Народна творчість та етнологія. — 2013. — N 1(січень-лютий). — С. 42-45 : мал. (електронна версія)
- Гордійчук М. Микола Леонтович. — Видання друге / Микола Гордійчук. — К.: Музична Україна, 1974. — С.24, 51—52. — (Творчі портрети українських композиторів).
- Завальнюк А. Ф. Микола Леонтович. Листи, документи, духовні твори. — Видання друге, доопрацьоване і доповнене / Анатолій Завальнюк. — Вінниця: НОВА КНИГА, 2007. — С.8, 24—25, 57—58, 130—131.
- «Щедрик» // Дяченко В. П. М. Д. Леонтович. — Видання третє / Василь Дяченко. — К.: Музична Україна, 1969. — С.90—94.
- Іваницький A.I. Історичний синтаксис фольклору. Проблеми походження, хронологізації та декодування народної музики. — Вінниця: НОВА КНИГА, 2009. — 404 с. з нотами, фото, схемами, покажчиками. ISBN 978-966-382-207-5.